# Arktis
Arktis er området omkring Nordpolen. Den største del udgøres af Ishavet, men også de allernordligste landområder af Europa, Asien og Nordamerika henregnes til Arktis.
Ligesom Antarktis har Arktis lave temperaturer året rundt, dog især om vinteren, hvor det er mørkt døgnet rundt. I sommerhalvåret er der til gengæld lyst hele tiden.
Summit, der er det højeste punkt på indlandsisen, har en årlig gennemsnitstemperatur på -32 grader. Juli er med sine -12 grader i gennemsnit den varmeste måned, og februar den koldeste med -42 grader. På kolde dage kan temperaturen komme ned på omkring -60 grader, mens der også kan være 0 om sommeren. 

## Dyrelivet
Dyrelivet er fortrinsvis knyttet til havet, der er rig på plankton, som er føde for bl.a. krill, der igen er føde for såvel fisk, havpattedyr og hvaler. Foruden et stort antal arter af fisk og skaldyr lever der et større antal arter af sæler og havpattedyr. 
De vigtigste havpattedyr er:
- Sæler
- Hvaler
- Hvalros (Odobenus rosmarus)
- Isbjørn (Ursus maritimus) (grønlandsk: Nanoq) regnes i økologisk henseende til havpattedyrene, fordi den tilbringer det meste af sit liv på havisen og visse steder føder sine unger i drivisen.

Af større landdyr er der:
- Rensdyr (Rangifer tarandus)
- Moskusokse (Ovibos moschatus) (grønlandsk: umingmak = den langskæggede)
- Snehare (Lepus timidus) og Arktisk snehare (Lepus arcticus)
- Polarulv (Canis Lupus) (grønlandsk: amaroq)
- Jærv (Gulo gulo luscus) (grønlandsk: kukigfajoq)
- Polarræve i forskellige farvevarianter

Af smådyr kan nævnes: 
- Hermelin (Mustela erminea) (grønlandsk: ukaliatsiaq)
- Halsbåndlemming

Knap 150 af verdens 9.000 arter af fugle yngler i Arktis og kun godt halvdelen har deres største udbredelse her. Den begrænsende faktor er ikke så meget kulden i sig selv, men den tilgængelige føde. I Grønland yngler 19 arter, som er knyttet til havet. Af disse har kun syv af arterne udelukkende arktisk udbredelse, mens de øvrige yngler langs tempererede kyster.